# Columbus (Montana)
Columbus es un pueblo ubicado en el condado de Stillwater en el estado estadounidense de Montana. En el Censo de 2010 tenía una población de 1893 habitantes y una densidad poblacional de 542,2 personas por km².

## Geografía
Columbus se encuentra ubicado en las coordenadas 45°38′9″N 109°14′54″O / 45.63583, -109.24833. Según la Oficina del Censo de los Estados Unidos, Columbus tiene una superficie total de 3.49 km², de la cual 3.43 km² corresponden a tierra firme y (1.85%) 0.06 km² es agua.

## Demografía
Según el censo de 2010, había 1893 personas residiendo en Columbus. La densidad de población era de 542,2 hab./km². De los 1893 habitantes, Columbus estaba compuesto por el 96.46% blancos, el 0.05% eran afroamericanos, el 0.58% eran amerindios, el 0.42% eran asiáticos, el 0% eran isleños del Pacífico, el 0.42% eran de otras razas y el 2.06% pertenecían a dos o más razas. Del total de la población el 2.75% eran hispanos o latinos de cualquier raza.